# Метод трапеций
Метод трапеций — метод численного интегрирования функции одной переменной, заключающийся в замене на каждом элементарном отрезке подынтегральной функции на многочлен первой степени, то есть линейную функцию. Площадь под графиком функции аппроксимируется прямоугольными трапециями. Алгебраический порядок точности равен 1.
Если отрезок {\displaystyle \left[a,b\right]} является элементарным и не подвергается дальнейшему разбиению, значение интеграла можно найти по формуле
{\displaystyle \int _{a}^{b}f(x)\,dx={\frac {f(a)+f(b)}{2}}(b-a)+E(f),\qquad E(f)=-{\frac {f''(\xi )}{12}}\left(b-a\right)^{3}.}
Это простое применение формулы для площади трапеции — произведение полусуммы оснований, которыми в данном случае являются значения функции в крайних точках отрезка, на высоту (длину отрезка интегрирования). Погрешность аппроксимации для элементарного отрезка можно оценить через максимум второй производной
{\displaystyle \left|E(f)\right|\leqslant {\frac {\left(b-a\right)^{3}}{12}}\max _{x\in [a,b]}\left|f''(x)\right|}
(для случаев разбиения отрезка на n частей см. составные формулы ниже).

## Составная формула
Если отрезок {\displaystyle \left[a,b\right]} разбивается узлами интегрирования {\displaystyle x_{i}}, {\displaystyle i=0,1,\ldots ,n}, так что {\displaystyle x_{0}=a} и {\displaystyle x_{n}=b}, и на каждом из элементарных отрезков {\displaystyle [x_{i},x_{i+1}]} применяется формула трапеций, то суммирование даст составную формулу трапеций
{\displaystyle \int _{a}^{b}f(x)\,dx\approx \sum _{i=0}^{n-1}{\frac {f(x_{i})+f(x_{i+1})}{2}}(x_{i+1}-x_{i})=}
{\displaystyle ={\frac {1}{2}}(f(a)(x_{1}-a)+\sum _{i=1}^{n-1}{f(x_{i})(x_{i+1}-x_{i-1})}+f(b)(b-x_{n-1})).}

### Формула Котеса
В случае равномерной сетки {\displaystyle x_{i}=a+ih}, где {\displaystyle h=(b-a)/n} — шаг сетки, составная формула трапеций упрощается:
{\displaystyle \int _{a}^{b}f(x)\,dx=h\left({\frac {f_{0}+f_{n}}{2}}+\sum _{i=1}^{n-1}f_{i}\right)+E_{n}(f),}
причём для погрешности справедлива оценка
{\displaystyle E_{n}(f)=-{\frac {f''(\xi )}{12}}(b-a)h^{2}.}

## Свойства
- Метод трапеций быстро сходится для осциллирующих функций, поскольку погрешность за период аннулируется.
- Метод может быть получен путём вычисления среднего арифметического между результатами применения формул правых и левых прямоугольников.